# Gran Premio di superbike di Donington 2017
Il Gran Premio di Superbike di Donington 2017 è stato la sesta prova su tredici del campionato mondiale Superbike 2017, disputato il 27 e 28 maggio sul circuito di Donington Park, in gara 1 ha visto la vittoria di Tom Sykes davanti a Leon Haslam e Alex Lowes, la gara 2 è stata vinta da Jonathan Rea che ha preceduto Tom Sykes e Chaz Davies.
La vittoria nella gara valevole per il campionato mondiale Supersport 2017 è stata ottenuta da Kenan Sofuoğlu. Quest'ultima gara è stata effettuata in due parti; interrotta con bandiera rossa dopo 3 giri è ripartita in seguito su una percorrenza di 13 giri. 
La gara del campionato mondiale Supersport 300 è stata vinta da Mika Pérez.

## Risultati

### Gara 1

#### Arrivati al traguardo
| Pos. | Nº | Pilota               | Squadra                     | Motocicletta      | Giri | Tempo     | Griglia | Punti |
| ---- | -- | -------------------- | --------------------------- | ----------------- | ---- | --------- | ------- | ----- |
| 1º   | 66 | Tom Sykes            | Kawasaki Racing             | Kawasaki ZX-10RR  | 23   | 33'56.457 | 1º      | 25    |
| 2º   | 91 | Leon Haslam          | Kawasaki Puccetti Racing    | Kawasaki ZX-10RR  | 23   | +16.500   | 8º      | 20    |
| 3º   | 22 | Alex Lowes           | Pata Yamaha                 | Yamaha YZF R1     | 23   | +19.170   | 4º      | 16    |
| 4º   | 33 | Marco Melandri       | Aruba.it Racing - Ducati    | Ducati Panigale R | 23   | +19.699   | 5º      | 13    |
| 5º   | 60 | Michael van der Mark | Pata Yamaha                 | Yamaha YZF R1     | 23   | +21.454   | 11º     | 11    |
| 6º   | 2  | Leon Camier          | MV Agusta Reparto Corse     | MV Agusta 1000 F4 | 23   | +23.376   | 10º     | 10    |
| 7º   | 36 | Leandro Mercado      | IodaRacing                  | Aprilia RSV4 RF   | 23   | +24.979   | 9º      | 9     |
| 8º   | 7  | Chaz Davies          | Aruba.it Racing - Ducati    | Ducati Panigale R | 23   | +26.988   | 3º      | 8     |
| 9º   | 81 | Jordi Torres         | Althea BMW Racing           | BMW S 1000 RR     | 23   | +34.910   | 13º     | 7     |
| 10º  | 12 | Javier Forés         | Barni Racing                | Ducati Panigale R | 23   | +35.178   | 7º      | 6     |
| 11º  | 40 | Román Ramos          | Kawasaki Go Eleven          | Kawasaki ZX-10RR  | 23   | +38.585   | 19º     | 5     |
| 12º  | 32 | Lorenzo Savadori     | Milwaukee Aprilia           | Aprilia RSV4 RF   | 23   | +39.824   | 12º     | 4     |
| 13º  | 50 | Eugene Laverty       | Milwaukee Aprilia           | Aprilia RSV4 RF   | 23   | +44.623   | 6º      | 3     |
| 14º  | 88 | Randy Krummenacher   | Kawasaki Puccetti Racing    | Kawasaki ZX-10RR  | 23   | +52.539   | 14º     | 2     |
| 15º  | 35 | Raffaele De Rosa     | Althea BMW Racing           | BMW S 1000 RR     | 23   | +58.875   | 18º     | 1     |
| 16º  | 86 | Ayrton Badovini      | Grillini Racing             | Kawasaki ZX-10RR  | 23   | +1'03.994 | 22º     |       |
| 17º  | 15 | Alex De Angelis      | Pedercini Racing SC-Project | Kawasaki ZX-10RR  | 23   | +1'06.816 | 15º     |       |
| 18º  | 37 | Ondřej Ježek         | Grillini Racing             | Kawasaki ZX-10RR  | 23   | +1'14.800 | 21º     |       |

#### Ritirati
| Nº | Pilota         | Squadra                              | Motocicletta     | Giri | Griglia |
| -- | -------------- | ------------------------------------ | ---------------- | ---- | ------- |
| 1  | Jonathan Rea   | Kawasaki Racing                      | Kawasaki ZX-10RR | 20   | 2º      |
| 6  | Stefan Bradl   | Red Bull Honda                       | Honda CBR1000RR  | 16   | 17º     |
| 84 | Riccardo Russo | Guandalini Racing                    | Yamaha YZF R1    | 16   | 20º     |
| 27 | Jake Dixon     | Royal Air Force Reg. & Res. Kawasaki | Kawasaki ZX-10RR | 14   | 16º     |

### Gara 2

#### Arrivati al traguardo
| Pos. | Nº | Pilota               | Squadra                              | Motocicletta      | Giri | Tempo     | Griglia | Punti |
| ---- | -- | -------------------- | ------------------------------------ | ----------------- | ---- | --------- | ------- | ----- |
| 1º   | 1  | Jonathan Rea         | Kawasaki Racing                      | Kawasaki ZX-10RR  | 23   | 33'53.138 | 2º      | 25    |
| 2º   | 66 | Tom Sykes            | Kawasaki Racing                      | Kawasaki ZX-10RR  | 23   | +1.601    | 1º      | 20    |
| 3º   | 7  | Chaz Davies          | Aruba.it Racing - Ducati             | Ducati Panigale R | 23   | +12.200   | 3º      | 16    |
| 4º   | 60 | Michael van der Mark | Pata Yamaha                          | Yamaha YZF R1     | 23   | +12.984   | 11º     | 13    |
| 5º   | 22 | Alex Lowes           | Pata Yamaha                          | Yamaha YZF R1     | 23   | +18.953   | 4º      | 11    |
| 6º   | 2  | Leon Camier          | MV Agusta Reparto Corse              | MV Agusta 1000 F4 | 23   | +23.971   | 10º     | 10    |
| 7º   | 12 | Javier Forés         | Barni Racing                         | Ducati Panigale R | 23   | +29.892   | 7º      | 9     |
| 8º   | 40 | Román Ramos          | Kawasaki Go Eleven                   | Kawasaki ZX-10RR  | 23   | +44.742   | 19º     | 8     |
| 9º   | 27 | Jake Dixon           | Royal Air Force Reg. & Res. Kawasaki | Kawasaki ZX-10RR  | 23   | +50.622   | 16º     | 7     |
| 10º  | 35 | Raffaele De Rosa     | Althea BMW Racing                    | BMW S 1000 RR     | 23   | +51.749   | 18º     | 6     |
| 11º  | 6  | Stefan Bradl         | Red Bull Honda                       | Honda CBR1000RR   | 23   | +59.459   | 17º     | 5     |
| 12º  | 84 | Riccardo Russo       | Guandalini Racing                    | Yamaha YZF R1     | 23   | +1'12.794 | 20º     | 4     |
| 13º  | 37 | Ondřej Ježek         | Grillini Racing                      | Kawasaki ZX-10RR  | 23   | +1'22.719 | 21º     | 3     |
| 14º  | 86 | Ayrton Badovini      | Grillini Racing                      | Kawasaki ZX-10RR  | 18   | +5 giri   | 22º     | 2     |

#### Ritirati
| Nº | Pilota             | Squadra                     | Motocicletta      | Giri | Griglia |
| -- | ------------------ | --------------------------- | ----------------- | ---- | ------- |
| 32 | Lorenzo Savadori   | Milwaukee Aprilia           | Aprilia RSV4 RF   | 15   | 12º     |
| 33 | Marco Melandri     | Aruba.it Racing - Ducati    | Ducati Panigale R | 8    | 5º      |
| 36 | Leandro Mercado    | IodaRacing                  | Aprilia RSV4 RF   | 8    | 9º      |
| 81 | Jordi Torres       | Althea BMW Racing           | BMW S 1000 RR     | 5    | 13º     |
| 50 | Eugene Laverty     | Milwaukee Aprilia           | Aprilia RSV4 RF   | 3    | 6º      |
| 15 | Alex De Angelis    | Pedercini Racing SC-Project | Kawasaki ZX-10RR  | 2    | 15º     |
| 91 | Leon Haslam        | Kawasaki Puccetti Racing    | Kawasaki ZX-10RR  | 1    | 8º      |
| 88 | Randy Krummenacher | Kawasaki Puccetti Racing    | Kawasaki ZX-10RR  | 0    | 14º     |

### Supersport

#### Arrivati al traguardo
| Pos. | Nº  | Pilota                | Squadra                         | Motocicletta        | Giri | Tempo     | Griglia | Punti |
| ---- | --- | --------------------- | ------------------------------- | ------------------- | ---- | --------- | ------- | ----- |
| 1º   | 1   | Kenan Sofuoğlu        | Kawasaki Puccetti Racing        | Kawasaki ZX-6R      | 13   | 19'45.121 | 1º      | 25    |
| 2º   | 144 | Lucas Mahias          | GRT Yamaha                      | Yamaha YZF R6       | 13   | +2.450    | 2º      | 20    |
| 3º   | 16  | Jules Cluzel          | CIA Landlord Insurance Honda    | Honda CBR600RR      | 13   | +2.576    | 3º      | 16    |
| 4º   | 81  | Luke Stapleford       | Profile Racing                  | Triumph Daytona 675 | 13   | +5.954    | 4º      | 13    |
| 5º   | 14  | Jack Kennedy          | Profile Racing                  | Triumph Daytona 675 | 13   | +6.182    | 5º      | 11    |
| 6º   | 32  | Sheridan Morais       | Kallio Racing                   | Yamaha YZF R6       | 13   | +17.051   | 10º     | 10    |
| 7º   | 13  | Anthony West          | EAB West Racing                 | Yamaha YZF R6       | 13   | +17.248   | 16º     | 9     |
| 8º   | 111 | Kyle Smith            | Gemar Team Lorini               | Honda CBR600RR      | 13   | +17.440   | 8º      | 8     |
| 9º   | 78  | Hikari Ōkubo          | CIA Landlord Insurance Honda    | Honda CBR600RR      | 13   | +19.238   | 12º     | 7     |
| 10º  | 40  | Joe Francis           | Halsall Racing                  | Yamaha YZF R6       | 13   | +20.748   | 7º      | 6     |
| 11º  | 77  | Kyle Ryde             | Kawasaki Puccetti Racing        | Kawasaki ZX-6R      | 13   | +21.438   | 14º     | 5     |
| 12º  | 4   | Gino Rea              | Kawasaki Go Eleven              | Kawasaki ZX-6R      | 13   | +23.263   | 9º      | 4     |
| 13º  | 38  | Hannes Soomer         | WILSport Racedays               | Honda CBR600RR      | 13   | +25.693   | 15º     | 3     |
| 14º  | 44  | Roberto Rolfo         | Factory Vamag                   | MV Agusta F3 675    | 13   | +26.821   | 21º     | 2     |
| 15º  | 26  | Kazuki Watanabe       | Kawasaki Go Eleven              | Kawasaki ZX-6R      | 13   | +27.157   | 26º     | 1     |
| 16º  | 25  | Alex Baldolini        | Race Department ATK#25          | MV Agusta F3 675    | 13   | +27.629   | 18º     |       |
| 17º  | 65  | Michael Canducci      | 3570 Puccetti Racing FMI        | Kawasaki ZX-6R      | 13   | +33.470   | 17º     |       |
| 18º  | 70  | Robin Mulhauser       | CIA Landlord Insurance Honda    | Honda CBR600RR      | 13   | +34.300   | 23º     |       |
| 19º  | 47  | Rob Hartog            | Hartog - Jenik - Against Cancer | Kawasaki ZX-6R      | 13   | +34.785   | 30º     |       |
| 20º  | 63  | Zulfahmi Khairuddin   | Orelac Racing VerdNatura        | Kawasaki ZX-6R      | 13   | +34.996   | 20º     |       |
| 21º  | 74  | Jaimie van Sikkelerus | MVR Racing                      | Yamaha YZF R6       | 13   | +35.198   | 25º     |       |
| 22º  | 10  | Nacho Calero          | Orelac Racing VerdNatura        | Kawasaki ZX-6R      | 13   | +38.929   | 29º     |       |
| 23º  | 83  | Lachlan Epis          | Response RE Racing              | Kawasaki ZX-6R      | 13   | +39.626   | 27º     |       |
| 24º  | 66  | Niki Tuuli            | Kallio Racing                   | Yamaha YZF R6       | 13   | +39.646   | 24º     |       |
| 25º  | 56  | Péter Sebestyén       | SSP Hungary by Pedercini Racing | Kawasaki ZX-6R      | 13   | +42.365   | 28º     |       |
| 26º  | 92  | Hiromichi Kunikawa    | CIA Landlord Insurance Honda    | Honda CBR600RR      | 13   | +52.991   | 33º     |       |
| 27º  | 48  | Giuseppe Scarcella    | Gemar Team Lorini               | Honda CBR600RR      | 13   | +1'11.637 | 32º     |       |

#### Ritirati
| Nº | Pilota              | Squadra                         | Motocicletta     | Giri | Griglia |
| -- | ------------------- | ------------------------------- | ---------------- | ---- | ------- |
| 11 | Christian Gamarino  | Bardahl Evan Bros. Honda Racing | Honda CBR600RR   | 11   | 11º     |
| 61 | Alessandro Zaccone  | MV Agusta Reparto Corse         | MV Agusta F3 675 | 9    | 22º     |
| 95 | David Allingham     | EHA Racing Jewsons Yamaha       | Yamaha YZF R6    | 8    | 19º     |
| 64 | Federico Caricasulo | GRT Yamaha                      | Yamaha YZF R6    | 0    | 13º     |
| 99 | Patrick Jacobsen    | MV Agusta Reparto Corse         | MV Agusta F3 675 | 0    | 6º      |
| 69 | Xavier Cardelús     | Race Department ATK#25          | MV Agusta F3 675 | 0    | 34º     |

### Supersport 300

#### Arrivati al traguardo
| Pos. | Nº  | Pilota                    | Squadra                             | Motocicletta       | Giri | Tempo      | Griglia | Punti |
| ---- | --- | ------------------------- | ----------------------------------- | ------------------ | ---- | ---------- | ------- | ----- |
| 1º   | 88  | Mika Pérez                | WILSport Racedays                   | Honda CBR500R      | 13   | +23'07.066 | 3º      | 25    |
| 2º   | 41  | Marc García               | Halcourier Racing                   | Yamaha YZF-R3      | 13   | +0.067     | 6º      | 20    |
| 3º   | 75  | Scott Deroue              | MTM HS Kawasaki                     | Kawasaki Ninja 300 | 13   | +9.033     | 8º      | 16    |
| 4º   | 80  | Armando Pontone           | Ioda Racing                         | Yamaha YZF-R3      | 13   | +9.279     | 21º     | 13    |
| 5º   | 6   | Robert Schotman           | GRT Yamaha                          | Yamaha YZF-R3      | 13   | +9.383     | 11º     | 11    |
| 6º   | 28  | Paolo Giacomini           | Terra e Moto                        | Yamaha YZF-R3      | 13   | +9.455     | 15º     | 10    |
| 7º   | 12  | Ali Adriansyah Rusmiputro | Pertamina Almeria Racing            | Yamaha YZF-R3      | 13   | +9.751     | 13º     | 9     |
| 8º   | 33  | Daniel Valle              | Halcourier Racing                   | Yamaha YZF-R3      | 13   | +9.946     | 17º     | 8     |
| 9º   | 2   | Ana Carrasco              | ETG Racing                          | Kawasaki Ninja 300 | 13   | +10.300    | 14º     | 7     |
| 10º  | 18  | Alex Murley               | Team Toth                           | Yamaha YZF-R3      | 13   | +10.900    | 16º     | 6     |
| 11º  | 99  | Paolo Grassia             | 3570 Made in CIV                    | Kawasaki Ninja 300 | 13   | +12.918    | 7º      | 5     |
| 12º  | 20  | Dorren Loureiro           | DS Junior                           | Yamaha YZF-R3      | 13   | +21.519    | 5º      | 4     |
| 13º  | 27  | Filippo Rovelli           | ParkinGO DS Junior                  | Yamaha YZF-R3      | 13   | +22.356    | 20º     | 3     |
| 14º  | 95  | Giuseppe De Gruttola      | SK Racing                           | Yamaha YZF-R3      | 13   | +22.591    | 9º      | 2     |
| 15º  | 84  | Michael Carbonera         | SK Racing                           | Yamaha YZF-R3      | 13   | +22.711    | 18º     | 1     |
| 16º  | 14  | Enzo de la Vega           | GRT Yamaha                          | Yamaha YZF-R3      | 13   | +22.949    | 19º     |       |
| 17º  | 13  | Jacopo Facco              | 2R Road Racing                      | Yamaha YZF-R3      | 13   | +23.572    | 23º     |       |
| 18º  | 35  | Alex Triglia              | Scuderia Maranga Racing             | Honda CBR500R      | 13   | +32.990    | 25º     |       |
| 19º  | 17  | Gabriel Noderer           | Scuderia Maranga Racing             | Honda CBR500R      | 13   | +33.174    | 24º     |       |
| 20º  | 121 | Kimi Patova               | Kallio Racing                       | Yamaha YZF-R3      | 13   | +38.874    | 30º     |       |
| 21º  | 26  | Jared Schultz             | DDM by BWG_Bike & Motor RT_Grimaldi | Kawasaki Ninja 300 | 13   | +38.875    | 27º     |       |
| 22º  | 25  | Borja Sánchez             | Halcourier Racing                   | Yamaha YZF-R3      | 13   | +42.498    | 2º      |       |
| 23º  | 19  | Edoardo Rovelli           | ParkinGO DS Junior                  | Yamaha YZF-R3      | 13   | +44.187    | 35º     |       |
| 24º  | 64  | Asrin Rodi Pak            | Kawasaki Puccetti Racing            | Kawasaki Ninja 300 | 13   | +48.846    | 29º     |       |
| 25º  | 26  | Luke Hopkins              | Hopkins Racing                      | Kawasaki Ninja 300 | 13   | +49.109    | 33º     |       |
| 26º  | 21  | Avalon Biddle             | Sourz Foods - Benjan Racing         | Kawasaki Ninja 300 | 13   | +51.229    | 31º     |       |
| 27º  | 53  | Valentin Grimoux          | Team Toth                           | Yamaha YZF-R3      | 13   | +1'00.158  | 34º     |       |
| 28º  | 7   | Nicola Settimo            | Bierreti by 2R                      | Yamaha YZF-R3      | 13   | +1'04.162  | 32º     |       |
| 29º  | 11  | Nicolas Cupaioli          | 3Enne#Racing                        | Yamaha YZF-R3      | 13   | +1'35.582  | 36º     |       |

#### Ritirati
| Nº  | Pilota             | Squadra          | Motocicletta       | Giri | Griglia |
| --- | ------------------ | ---------------- | ------------------ | ---- | ------- |
| 9   | Ruben Doorakkers   | MVR Racing       | Yamaha YZF-R3      | 8    | 26º     |
| 130 | Renzo Ferreira     | Kallio Racing    | Yamaha YZF-R3      | 5    | 28º     |
| 79  | Chris Taylor       | MTM HS Kawasaki  | Kawasaki Ninja 300 | 4    | 4º      |
| 22  | Mykyta Kalinin     | Motoxracing      | Yamaha YZF-R3      | 3    | 12º     |
| 23  | Manuel Bastianelli | 3570 Made in CIV | Kawasaki Ninja 300 | 3    | 10º     |
| 87  | Angelo Licciardi   | Team Trasimeno   | Yamaha YZF-R3      | 3    | 22º     |

#### Squalificato
| Nº | Pilota          | Squadra   | Motocicletta  | Giri | Griglia |
| -- | --------------- | --------- | ------------- | ---- | ------- |
| 15 | Alfonso Coppola | SK Racing | Yamaha YZF-R3 | 13   | 1º      |